# Scopula conjugata
Scopula conjugata är en fjärilsart som beskrevs av Moritz Balthasar Borkhausen 1794. Scopula conjugata ingår i släktet Scopula och familjen mätare. Inga underarter finns listade.